# Montilaira uta
Montilaira uta là một loài nhện trong họ Linyphiidae.
Loài này thuộc chi Montilaira. Montilaira uta được Ralph Vary Chamberlin miêu tả năm 1919.